# IMT
Industrija mašina i traktora a. d. (skraćeno IMT) tvornica je poljoprivrednih strojeva koja se nalazi u Novom Beogradu u Srbiji u bloku 64. Od 1955. do 2015. godine proizvedeno je ukupno 780 tisuća traktora. Tvornicu IMT u stečaju kupio je indijski div TAFE u travnju 2018.

## Povijest
Godine 1947. osnovana je Centralna ljevaonica, koja se tri godine kasnije udružila s još četiri poduzeća s istog područja u Metalnu tvornicu "Aleksandar Ranković". Godine 1954. Institut se preimenuje u Industriju traktora i strojeva - ITM. Nakon dvogodišnjih usporednih ispitivanja različitih stranih traktora 1953. i 1954. godine u Institutu za poljoprivrednu mehanizaciju u Zemun Polju, a na temelju rezultata, država je donijela odluku o otkupu licence za proizvodnju traktora američke marke Massey Ferguson. Nakon toga počinje proizvodnja traktora Ferguson 20, 30 i 35. Godine 1959. tvornica je rekonstruirana i proširena za proizvodnju 4000 traktora godišnje. Godine 1964. započela je proizvodnja domaćeg traktora IMT 555, temeljenog na prethodnim modelima Ferguson. Današnji naziv Industrija mašina i traktora - IMT, tvornica dobiva 1965. Godine 1970. proizvodni kapaciteti se proširuju uvođenjem nove linije za serijsku proizvodnju traktora IMT 575. U ožujku 1976. godine otvorena je nova tvornica s kapacitetom proizvodnje nekoliko desetaka tisuća traktora. Uvedena je nova linijska oprema za serijsku proizvodnju na visokoj razini u skladu sa standardima 70-ih godina. Zatim masovna proizvodnja traktora na kotačima serije 500 od 35 do 220 KS (IMT-533F, IMT-540, IMT-558, IMT-560, IMT-577, IMT-578, IMT-579, IMT-588 od 80 KS, IMT-589 od 80 KS, IMT-5160 od 160 KS i IMT-5200 od 220 KS). Godine 1988. postignut je proizvodni rekord kada je proizvedeno 45,000 traktora i 35,000 strojeva. Godine 1988. u tvornici je bilo zaposleno 9,800 radnika, da bi 2005. taj broj pao na 1,745 radnika.
U traktore proizvode se: tanjurače, rotacijski rezači i motokultivatori, plugovi, drljače, sijačice i prikolice. Na međunarodnoj razini IMT je izvezao 107,700 traktora i oko 11,950 priključaka i strojeva u 84 zemlje svijeta.

## IMT 533 i 539
Traktori IMT 533 i 539 jednostavni su za rukovanje, izuzetno mobilni i okretni, a status legendarnih stekli su jer predstavljaju sredstvo koje je obilježilo širenje mehanizacije u ruralnim područjima na malim i srednjim gospodarstvima u bivšoj Jugoslaviji u drugoj polovici 20. stoljeća. Prvi traktor je imao motor od 35 KS i nosio je oznaku IMT 533, a kasnije je napravljena inačica sa motorom od 39 KS, motorom IMR M33/T i nosio je oznaku IMT 539. Traktori su licencni, proizvođača Massey Ferguson, a motori također imaju licencu tvornice Perkins. Pouzdanost ovih traktora je visoka, a uz minimalno održavanje stvarni vijek motora prije generalnog popravka je oko 4000 radnih sati, a ne rijetko su zabilježeni i motori sa 6000 i više radnih sati. Ukupna dužina traktora je 2972 mm, širina s normalnim razmakom kotača 1625 mm, visina 1372 mm, uzdužni zazor (zračnost) u sredini je 320 mm, ispod osovine 533 mm, osovinski razmak 1830 mm, težina vozila traktor sa gorivom, uljem i vodom je 1440 kg. Tip motora je 33/T-LP trocilindrični četverotaktni dizelski motor.
Traktori su se proizvodili u IMT-u, motori sklapani u IMR-u, a sklopovi motora u slijedećim tvornicama: montaža cilindra - PDM Mladenovac ili „27. mart” Novi Sad, ventili PP Užice, blok motora FOB, radilica IMR, klipnjače IMR ili Kovačica ZCZ, oprema za opskrbu gorivom IPM Beograd, elektroprema Iskra Kranj, filteri i spojnice KRON ili FRAD. Mjenjač je mehanički, s hidrauličnom pumpom tipa remenice. Potrebe za podmazivanjem za ove traktore svedene su na minimum.

## Serija IMT 2000
Stručnjaci IMT-a su 2009. godine predstavili novu seriju IMT 2000, koja uključuje nove dizajnirane modele: IMT 2050, IMT 2065 i IMT 2090. Ova serija traktora služi za sve vrste radova u poljoprivredi i transportu, a karakterizira je: jednostavno rukovanje, sinkronizirani mjenjač, upravljač s podesivim polugama, poklopac motora od poliestera i moderan dizajn kabine.

## IMT S serija
IMT je na 79. Poljoprivrednom sajmu u Novom Sadu 2012. godine predstavio novu seriju traktora S (IMT-539S (42 KS), IMT-549S, IMT-550S i IMT-555S (52 KS)), koji imaju kućište motora od poliestera i moderan dizajn kabine. Motori su nešto jači nego na standardnim serijama traktora za nekoliko konjskih snaga, opremljeni su mjenjačem s deset stupnjeva prijenosa, a imaju i hidraulični servo upravljač.

## Tranzicija
Nakon 2000. godine u Srbiji je izvršena agresivna tranzicija, došlo je do privatizacije gospodarskih subjekata i prelaska društvenog i državnog vlasništva u privatno vlasništvo. Ovaj proces u praksi je imao negativne posljedice, jer je doveo do masovne deindustrijalizacije zemlje, a time i do gubitka velikog broja radnih mjesta u proizvodnji. U tom razdoblju, iz godine u godinu, IMT bilježi pad proizvodnje, koji se posljednjih godina očituje u proizvodnji nekoliko stotina traktora, da bi se 2015. godine sveo na svega stotinjak traktora. U 2014. godini od 900 radnika njih 500 otišlo je na burzu rada. U kolovozu 2015. proizvodnja u IMT-u potpuno je stala, dok je preostalih 360 radnika otišlo na burzu rada.

## Galerija
- IMT 540
- IMT 542
- :IMT 549 4WD
- IMT 577 DV